# Rudolf Wolke
Rudolf Wolke (ur. 9 czerwca 1906 w Berlinie, zm. 12 marca 1979 tamże) – niemiecki kolarz szosowy, srebrny medalista szosowych mistrzostw świata.

## Kariera
Największy sukces w karierze Rudolf Wolke osiągnął w 1927 roku, kiedy zdobył srebrny medal w wyścigu ze startu wspólnego amatorów podczas mistrzostw świata w Nürburgu. W zawodach tych wyprzedził go tylko Belg Jean Aerts, a trzecie miejsce zajął Włoch Michele Orecchia. Był to jednak jedyny medal wywalczony przez Wolkego na międzynarodowej imprezie tej rangi. W tym samym roku wygrał pięć etapów i klasyfikację generalną Deutschland Tour oraz dwa etapy i klasyfikację generalną holenderskiego Olympia's Tour. Wygrał też Thüringen-Rundfahrt w 1928 roku i Wurtemberger Tour w 1934 roku. W 1934 roku wystartował w Tour de France, ale wycofał się przed końcem rywalizacji. Nigdy nie wystąpił na igrzyskach olimpijskich. Jako zawodowiec startował w latach 1927-1938.
Jego brat, Bruno Wolke, również był kolarzem.